# سياحة الشرق (كتاب)
سياحة الشرق (الفارسية: سیاحت شرق) هو كتاب باللغة الفارسية كتبه آقا نجفي قوجاني [الإنجليزية] (1878-1944). هذا الكتاب هو سيرة ذاتية للمؤلف، وقد كُتب في عام 1928. ومن بين محتويات هذا الكتاب: عرض المواعظ الأخلاقية والدروس التاريخية والإشارة إلى تعاليم الإسلام الشيعي وبعض القضايا الاجتماعية والسياسية الحرجة على شكل مذكرات، وتقرير عن أوضاع الشعبين الإيراني والعراقي والحوزات العلمية وبعض الأحداث التاريخية. الأدب الشعبي والفكاهي، والإيجاز، واستخدام التعبيرات المحلية، واستخدام الأمثال، والاستخدام الواسع للأدلة الشعرية والرسوم التوضيحية الرائعة هي بعض من أهم السمات المكتوبة في سياحة الشرق.

## الملخص
يصف المؤلف آقا نجفي، في كتابه سياحة الشرق ، بأسلوب بسيط الأحداث التاريخية المهمة في حياته وتجاربه مثل الدستورية الفارسية [الإنجليزية]، والاستبداد الصغير في التاريخ السياسي لإيران، ومعركة طالبي الحرية الإيرانيين والحرب العالمية الأولى إلى جانب مذكراته. ويُعد كتاب "سياحة الشرق" وهو السيرة الذاتية للسيد آقا نجفي، مصدرًا قيمًا في توضيح دور علماء الدين والحوزة العلمية في النجف في الأحداث التاريخية لتلك الفترة. ويتضمن مواد مهمة من أحداث التاريخ المعاصر لإيران والعراق، إلى قضايا أكثر تفصيلًا مثل سلوك رجال الدين مع الشعب، وقواعد الحوزات الإسلامية، وما إلى ذلك.
خلال دراسته، سافر المؤلف آقا نجفي من قريته خسرويه إلى قوجان، ثم إلى مشهد، وفي السنوات التالية إلى أصفهان والنجف. يأتي المؤلف، في السادسة عشرة من عمره، إلى مشهد من قوجان لينخرط في التعليم. هناك يتعلم أساسيات العلوم الإسلامية. أثناء إقامته في مشهد، يواجه بعض المشاكل ويقرر في النهاية الذهاب إلى أصفهان مع أحد أصدقائه. ثم يرتحل إلى يزد مشيًا على الأقدام عبر طبس وصحاريها الشاسعة المميتة، ومن هناك ذهبوا إلى أصفهان بمشقة بالغة، وواجهوا مخاطر كثيرة في الطريق، لكنهم وصلوا أخيرًا إلى وجهتهم. وبعد ذلك استقروا في مدرسة ومسجد العربان في أصفهان، وبدأوا الدراسة مرة أخرى. في استمرار القصة، يتبين أن حياة وتعليم الكاتب آقا نجفي في أصفهان كانت صعبة للغاية وحزينة بسبب الوضع الحكومي غير الصحي في ذلك الوقت والذي جعل الحياة صعبة على الناس. ثم يذهب آقا نجفي إلى النجف لتغيير ظروف معيشته ومواصلة تعليمه. في هذه الحلقة، يصف حالة المجاعة في النجف بسبب حصار الجيش البريطاني. وفي هذه الأثناء، يُذكر دور رجال الدين في مكافحة هذا الفساد المستشري ودعمهم للجماهير.

## المؤلف
مؤلف الكتاب هو آقا نجفي قوجاني [الإنجليزية] (1878-1944) وهو من علماء الشيعة الإيرانيين في أواخر العصر القاجاري وأوائل العصر البهلوي. دُفن في قوشان. بالإضافة إلى كتاب "سياحة الشرق"، لديه العديد من الكتب، مثل سياحة الغرب (كتاب)، الذي يتحدث عن الحياة الآخرة وعالم المطهر بناءً على المنظور الإسلامي للموت. 

## الدافع والغرض من الكتابة
يبدو أن المؤلف كان لديه ثلاثة أهداف ودوافع لكتابة الكتاب:
1. التعبير عن المواعظ الأخلاقية، والدروس التاريخية، وذكر تعاليم الإسلام الشيعي، وبعض القضايا الاجتماعية والسياسية الحرجة بأسلوب المذكرات، يشكل المحور الأساسي لهذا الكتاب. وبالرجوع إلى ما ذكره المؤلف في السطور الأولى، يمكن القول إن هذا كان دافعه الرئيس؛ حيث اختار أسلوب كتابة المذكرات الجذاب لتقليل ملل القارئ، وبالتالي تعزيز تأثير المضامين الأخلاقية والمعرفية للكتاب، وهو ما يعكس هذه الدافعية بوضوح.

يقول المؤلف في مقدمة الكتاب:
| سياحة الشرق (كتاب) | "تاريخ أحد العلماء، وما جرى عليه في حياته، وما رآه وسمعه وفهمه، وما حدث له، ليس رسالة خالية من التناقض والشك، ولا من الكذب والبهتان، لكنه لا يخلو من فائدة، ويضمن تعريف الغافلين، وإيقاظ النائمين، إن نظروا بعين العبرة."" | سياحة الشرق (كتاب) |
2. تقرير عن أوضاع شعوب إيران والعراق والحوزات العلمية، وبعض الأحداث التاريخية في زمانهم و...
3. تأليف كتاب لدراسة الأشخاص الذين يلجأون إلى بعض الكتب بدافع التسلية.

## أسلوب الكتابة
النمط العام للكتاب هو مذكرات. وفي كثير من الأحيان أشار العلامة النجفي، بالإضافة إلى مذكراته، إلى الخطبة والتعبير عن التعاليم الإسلامية والأحكام الدينية، وذكر العديد من الآيات القرآنية والروايات الحديثية والقصائد الأخلاقية في هذا الصدد. ومن خلال اتباع هذا الأسلوب، عاد آقا نجفي بوضوح إلى الأسلوب القديم في كتابة السيرة الإسلامية التقليدية: فهو، مثل غيره من العلماء الإسلاميين المشهورين مثل حارث المحاسبي والغزالي، أولى أهمية كبيرة للمحتوى التعليمي والأخلاقي في مذكراته.
وفي بعض أجزائه، مع الحفاظ على صيغة المذكرات في النص، يذكر ويناقش قضايا الفقه الإسلامي. وفي بعض الأحيان يذكر المؤلف أيضًا علومًا غير دينية كالفلسفة والطب والجغرافيا على شكل مذكرات؛ وبطبيعة الحال فإن الأسلوب والمنهج المذكورين في بعض الأحيان يتعب القارئ بسبب تعقيد المناقشة أو تخصصها أو كثرة التفاصيل.
ومن خلال وصفه لمصاعب حياته وحياة من حوله، فإنه يستحضر بطريقة غير مباشرة الجو العام للمجتمع في ذلك اليوم في إيران والعراق في أذهان الجمهور. لكن من خلال الأدب المنطوق والفكاهة، فإنه يزيل الحزن من القصة.
إن استخدام التعبيرات المحلية، واستخدام الأمثال التي تكون أحيانًا عامية وأحيانًا أخرى أدبية، والاستخدام المكثف للمواد الشعرية، والصور الإبداعية، والأوصاف الشاملة، واستخدام الواجهات المتناقضة هي بعض من عوامل الجذب الأدبية الأخرى في كتاب سياحة شرق.

## التصحيح والطباعة
كتاب سياحة الشرق هو السيرة الذاتية إلى آقا نجفي قوجاني [الإنجليزية]، وقد كُتب في عام 1928. صُحح هذا الكتاب ونُقح من المخطوطات الأصلية على يد رمضان علي شاكري في عام 1972 نُشر في إيران، حيث لاقى استقبالًا جيدًا للغاية. وبحسب المصحح رمضان علي شاكري فإن "نسختين من مخطوطة هذا الكتاب، واحدة في 403 صفحة بحجم أوكتافو [الإنجليزية] والأخرى في 198 صفحة بحجم كُوارتو [الإنجليزية]، موجودة في حوزة أقارب المؤلف المتوفى، والتي كتبت في عام 1928 بخط يد آقا نجفي قوجاني [الإنجليزية] وقد استُخدمَت النسختين لإنتاج الكتاب المصحح النهائي. لم يقم المؤلف بتقسيم كتاب سياحة الشرق إلى عناوين وفصول محددة، وقام المصحح بتنظيمه لتسهيل العمل من حيث تصنيف المحتوى، وكذلك للحفاظ على النص سليمًا والعناوين والنصوص المتفرقة الأخرى. وقد استعان المصحح أيضًا "بالعلماء والأساتذة ذوي الشأن والكتب والمراجع ذات الصلة" في شرح بعض محتويات الكتاب، وقد ذكر هذا بالتفصيل في الحواشي.

## طالع أيضًا
- سياحة الغرب (كتاب)
- ألف لام الخميني
- شرح الاسم

## روابط خارجية
- بوشر موست - سيهات شرق
- سياحة شرق - بيكو بروفايل
- سياحة شرق - تاك بوك